# シャトー・ローリエ
シャトー・ローリエ（Château Laurier）は、カナダの首都オタワにあるホテル。フェアモント・ホテルズ・アンド・リゾーツが運営している。オタワを代表する歴史あるホテルである。

## 概要
名称は第8代カナダ首相ウィルフリッド・ローリエに由来する。オタワのダウンタウンに立地しており、リドー運河、センター・ブロックなどの観光名所に隣接している。フランスの古城のような外観の建物はカナダ国定史跡に登録された文化遺産である。

## 歴史
1912年、グランド・トランク鉄道によって建設された。社長のチャールズ・メルヴィル・ヘイズはホテルの開業式に出席するため出張先のイギリスから戻る途中、タイタニックの沈没事故に遭い死亡している。式典は規模を縮小して2カ月後に行われた。
1923年、グランド・トランク鉄道はカナディアン・ナショナル鉄道に吸収された。これに伴いシャトー・ローリエはカナディアン・ナショナルホテルチェーンの一員となった。
1988年、カナディアン・ナショナルホテルチェーンはカナダ太平洋鉄道に買収された。
2004年までホテルの7階と8階はカナダ放送協会（CBC）のラジオ放送局となっていた。前身はカナディアン・ナショナル鉄道のラジオ局である。